# Седмобој
Седмобој или хептатлон (грч.хепта (έπτά) значи седам и атхлон значи такмичење) је атлетски вишебој који се састоји од седам атлетских дисциплина.
Постоје две врсте седмобоја:
- седмобој за жене, који се одржава у два дана по следећем распореду:
  - први дан: 100 м препоне, скок у вис, бацање кугле, 200 м
  - други дан: скок у даљ, бацање копља, 800 м
- седмобој у дворани за мушкарце је скраћени облик десетобоја:
  - први дан: 60 м, скок у даљ, бацање кугле, скок у вис
  - други дан: 60 м препоне, скок мотком, 1000 м

Према специјалним таблицама Међународне атлетске федерација (ИААФ), резултати се претварају у бодове и сабирају. Победник је седмобојка и седмобојац са највећим бројем бодова.
Седмобој је уведен 80-их година 20. века као замена за петобој који је до тада био уобичајено вишебојско такмичење за жене. У дворани, жене се и даље такмиче у петобоју, који почиње и завршава у истом дану.

## Светски рекорд у седмобоју за жене

### 7.291бодова:Џеки Џојнер-Керси,САД,Сеул,Јужна Кореја24. септембар1988.
Резултати по дисциплинама које је остварила Џеки Џојнер-Керси приликом обарања светског рекорда:
| Дисциплина    | Резултат  |
| ------------- | --------- |
| 100 м препоне | 12,69 с   |
| скок у вис    | 1,86 м    |
| бацање кугле  | 15,80 м   |
| 200 м         | 22,56 с   |
| скок у даљ    | 7,27 м    |
| бацање копља  | 45,66 м   |
| 800 м         | 2:08,51 с |

## Европски рекорд у седмобоју за жене

### 7.032 бодова:Каролине Клифт,Шведска,Осака,Јапан26. август2007.
Резултати по дисциплинама које је остварила Каролине Клифт приликом обарања европског рекорда:
| Дисциплина    | Резултат  |
| ------------- | --------- |
| 100 м препоне | 13,15 с   |
| скок у вис    | 1,95 м    |
| бацање кугле  | 14,81 м   |
| 200 м         | 23,38 с   |
| скок у даљ    | 6,85 м    |
| бацање копља  | 47,98 м   |
| 800 м         | 2:12,56 с |

## Рекорд Србије у седмобоју за жене

### 5.618 бодова: Марина Михајлова,Србија,Љубљана,Југославија1. јул1990.[1]
Резултати по дисциплинама које је остварила Марина Михајлова приликом обарања рекорда Србије:
| Дисциплина    | Резултат  |
| ------------- | --------- |
| 100 м препоне | 14,38 с   |
| скок у вис    | 1,74 м    |
| бацање кугле  | 11,09 м   |
| 200 м         | 26,10 с   |
| скок у даљ    | 5,80 м    |
| бацање копља  | 42,00 м   |
| 800 м         | 2:14,04 с |

## Светска ранг листа седмобојки
(15 најбољих свих времена на дан 18. новембар 2024)
| Ранг | Бодови | Атлетичарка             | Националност         | Место, Држава                | Датум               |
| ---- | ------ | ----------------------- | -------------------- | ---------------------------- | ------------------- |
| 1.   | 7.291  | Џеки Џојнер-Керси       | САД                  | Сеул , Јужна Кореја          | 24. септембар 1988. |
| 2.   | 7.032  | Каролина Клифт          | Шведска              | Осака, Јапан                 | 26. август 2007     |
| 3.   | 7.013  | Нафисату Тијам          | Белгија              | Гецис, Аустрија              | 20. мај 2017.       |
| 4.   | 7.007  | Лариса Турчинскаја      | Совјетски Савез      | Брјанск СССР                 | 11. јун, 1989       |
| 5.   | 6.988  | Ана Хол                 | САД                  | Гецис, Аустрија              | 28. мај 2023.       |
| 6.   | 6.985  | Сабине Браун            | Немачка              | Гецис, Аустрија              | 31. мај 1992.       |
| 7.   | 6.981  | Катарина Џонсон-Томпсон | Уједињено Краљевство | Доха, Катар                  | 4. октобар 2019.    |
| 8.   | 6.955  | Џесика Енис-Хил         | Уједињено Краљевство | Лондон. Уједињено Краљевство | 4. август 2012.     |
| 9.   | 6.946  | Сабине Јон-Пец          | Источна Немачка      | Потсдам, Источна Немачка     | 6. мај 1984.        |
| 10.  | 6.942  | Гада Шоуа               | Сирија               | Гецис, Аустрија              | 26. мај 1996.       |
| 11.  | 6.935  | Рамона Нојберт          | Источна Немачка      | Москва, СССР                 | 19. јун 1983.       |
| 12.  | 6.889  | Јунис Барбер            | Француска            | Арл, Француска               | 5. јун 2005.        |
| 13.  | 6.867  | Анук Фетер              | Холандија            | Јуџин, САД                   | 18. јул 2022.       |
| 14.  | 6.859  | Наталија Шубенкова      | Совјетски Савез      | Кијев, СССР                  | 21. јун 1984.       |
| 15.  | 6.858  | Анке Фатер-Бемер        | Источна Немачка      | Сеул, Јужна Кореја           | 24. септембар 1988. |

## Светска ранг листа седмобојаца у дворани
(15 најбољих свих времена на дан 18. новембар 2024)
| Ранг | Бодови | Атлетичарка         | Националност | Место, Држава        | Датум             |
| ---- | ------ | ------------------- | ------------ | -------------------- | ----------------- |
| 1.   | 6.645  | Ештон Итон          | САД          | Истанбул, Турска     | 10. март 2012.    |
| 2.   | 6.639  | Кајл Гарланд        | САД          | Албукерки, САД       | 11. март 2023.    |
| 3.   | 6.518  | Ајден Овенс-Делерме | Порторико    | Албукерки, САД       | 11. март 2023.    |
| 4.   | 6.489  | Демијан Ворнер      | Канада       | Београд, Србија      | 19. март 2023.    |
| 5.   | 6.479  | Кевин Мајер         | Француска    | Београд, Србија      | 5. март 2017.     |
| 6.   | 6.476  | Ден О'брајен        | САД          | Торонто, Канада      | 14. март 1993.    |
| 7.   | 6.438  | Роман Шебрле        | Чешка        | Будимпешта, Мађарска | 7. март 2004.     |
| 8.   | 6.424  | Томаш Дворжак       | Чешка        | Гент, Белгија        | 26. фебруар 2000. |
| 9.   | 6.418  | Кристијан Плације   | Француска    | Ђенова, Италија      | 29. фебруар 1992. |
| 9.   | 6.418  | Симон Ехамер        | Швајцарска   | Глазгов, УК          | 3. март 2024.     |
| 11.  | 6.415  | Себастијан Шмара    | Пољска       | Валенсија, Шпанија   | 1. март 1998.     |
| 12.  | 6.412  | Лев Лободин         | Русија       | Москва, Русија       | 8. фебруар 2003.  |
| 13.  | 6.407  | Сандер Скотхајм     | Норвешка     | Глазгов, УК          | 3. март 2024.     |
| 14.  | 6.382  | Гарет Скентлинг     | САД          | Спокејн, САД         | 27. фебруар 2022. |
| 15.  | 6.374  | Ерки Нол            | Естонија     | Маебаши, Јапан       | 7. март 1999.     |

## Светски рекорд у седмобоју за мушкарце у дворани

### 6.645бодова:Ештон Итон,САД,Истанбул,Турска10. март2012.
Резултати по дисциплинама које је остварио Ештон Итон приликом обарања светског рекорда:
| Дисциплина   | Резултат  |
| ------------ | --------- |
| 60 м         | 6,79 с    |
| скок у даљ   | 8,16 м    |
| бацање кугле | 14,56 м   |
| скок у вис   | 2,03 м    |
| 60 м препоне | 7,68 с    |
| скок мотком  | 5,20 м    |
| 1.000 м      | 2:32,77 с |

## Европски рекорд у седмобоју за мушкарце у дворани

### 6.479 бодова:Кевин Мајер,Француска,Београд,Србија5. март2017.
Резултати по дисциплинама које је остварио Кевин Мајер приликом обарања европског рекорда:
| Дисциплина   | Резултат  |
| ------------ | --------- |
| 60 м         | 6,95 с    |
| скок у даљ   | 7,54 м    |
| бацање кугле | 15,66 м   |
| скок у вис   | 2,10 м    |
| 60 м препоне | 7,88 с    |
| скок мотком  | 5,40 м    |
| 1.000 м      | 2:41,08 с |

## Рекорд Србије у седмобоју за мушкарце у дворани

### 6.099 бодова:Михаил Дудаш,Србија,Гетеборг,Шведска3. март2013.[1]
Резултати по дисциплинама које је остварио Михаил Дудаш приликом обарања рекорда Србије:
| Дисциплина   | Резултат  |
| ------------ | --------- |
| 60 м         | 6,91 с    |
| скок у даљ   | 7,55 м    |
| бацање кугле | 14,12 м   |
| скок у вис   | 2,08 м    |
| 60 м препоне | 8,13 с    |
| скок мотком  | 4,60 м    |
| 1.000 м      | 2:39,04 с |

## Развој светског рекорда
- Развој светског рекорда у седмобоју за жене
- Развој светског рекорда у седмобоју у дворани за мушкарце

## Освајачице медаља на највећим такмичењима
- Освајачице олимпијских медаља у атлетици — седмобој за жене
- Освајачице медаља на светским првенствима у атлетици на отвореном — седмобој за жене